# Nephelium compressum
Nephelium compressum är en kinesträdsväxtart som beskrevs av Ludwig Radlkofer. Nephelium compressum ingår i släktet Nephelium och familjen kinesträdsväxter. Inga underarter finns listade i Catalogue of Life.